# Comfort Eagle Sampler
Comfort Eagle Sampler – czwarta EPka wydana przez amerykański zespół Cake w roku 2001 tuż przed wydaniem longplay'a : "Comfort Eagle". 

## Spis utworów
1. "Shadow Stabbing" - 3:07
2. "Short Skirt/Long Jacket" - 3:24
3. "Commissioning A Symphony In C" - 2:59
4. "Love You Madly" - 3:58
5. "Comfort Eagle" - 3:40

## Skład
- John McCrea - gitara akustyczna, gitara basowa, gitara elektryczna, perkusja, harmonijka, wokal
- Vince DiFiore - trąbka, keyboard, tylny wokal, gitara basowa
- Xan McCurdy - perkusja, gitara, mixing, tylny wokal
- Todd Roper - perkusja, tylny wokal
- Kirt Shearer - Mixing
- David Cole - Mixing
- Craig Long - Mixing
- Gabriel Shepard - Mixing
- Don C. Taylor - Mastering